# Denílson de Oliveira
Denílson de Oliveira Araújo (sinh ngày 24 tháng 8 năm 1977 tại Diadema) thường được gọi là Denílson, là một cựu cầu thủ bóng đá người Brasil từng thi đấu cho nhiều câu lạc bộ như Real Betis, Bordeaux, Hải Phòng và Đội tuyển Brasil ở vị trí Tiền đạo cánh trái.
Denílson bắt đầu sự nghiệp của mình tại São Paulo FC trước khi trở thành cầu thủ đắt giá nhất thế giới vào năm 1998 sau khi chuyển tới Real Betis từ São Paulo FC với giá 21,5 triệu bảng Anh. Sau khi bị Betis bán vào năm 2005, anh đã thi đấu cho nhiều câu lạc bộ trên thế giới.
Denílson đã có 68 lần khoác áo đội tuyển bóng đá quốc gia Brasil và ghi được 10 bàn thắng từ năm 1996 tới 2003.

## Sự nghiệp

### Các câu lạc bộ trong sự nghiệp
Trưởng thành từ đội trẻ của câu lạc bộ São Paulo anh chơi ở đây bốn năm từ 1994 tới 1998. Sau màn trình diễn tuyệt vời tại Copa América 1997, anh trở thành cầu thủ đắt giá nhất thế giới khi chuyển tới đầu quân cho câu lạc bộ Real Betis của Tây Ban Nha với giá 21,5 triệu bảng Anh.
Tuy nhiên sau khi Real Betis xuống hạng vào mùa giải 1999/2000 Denilson đã sang chơi cho Flamengo theo một bản hợp đồng cho mượn. Và ngay sau khi trở thành nhà vô địch thế giới năm 2002 cùng với Brasil, anh lập tức bị Betis bán cho câu lạc bộ Bordeaux của Pháp vào năm 2005.
Mặc dù bắt nhịp với câu lạc bộ mới quá chậm, nhưng vì mức lương của anh quá cao mà không câu lạc bộ nào dám hỏi mua. Mãi tới khi bản hợp đồng kết thúc vào năm 2006, Denilson trở thành cầu thủ tự do. Anh liên hệ với các câu lạc bộ như Tottenham Hotspur, Vestel Manisaspor và Celtic, nhưng cuối cùng anh chuyển tới thi đấu tại Ả Rập Xê Út dưới màu áo câu lạc bộ Al-Nasr. Mười lăm lần xuất hiện trên sân và chỉ ghi nổi ba bàn thắng, anh dời khỏi câu lạc bộ và tới giải MLS đầu quân cho FC Dallas.
Denilson ghi bàn thắng đầu tiên của mình tại giải MLS từ chấm phạt đền phút thứ 36, bàn thắng ấn định tỉ số 2-0 giúp FC Dallas đánh bại TFC. Tuy nhiên chỉ ghi được một bàn trong 8 trận, sau khi bản hợp đồng với câu lạc bộ của Mĩ kết thúc, anh lại ký hợp đồng một năm với câu lạc bộ Palmeiras với hi vọng huấn luyện viên Vanderlei Luxemburgo có thể giúp anh lấy lại phong độ năm xưa.
6 tháng 1 năm 2009 anh tới thử việc tại Bolton Wanderers với hi vọng sẽ ký được hợp đồng thi đấu tới hết mùa, nhưng huấn luyện viên của Bolton, ông Gary Megson đã từ chối anh.
Sau khi bản hợp đồng 1 năm với Palmeiras kết thúc, cựu tuyển thủ Brasil tiếp tục ký hợp đồng ba tháng với câu lạc bộ Itumbiara. Tuy nhiên, cuối tháng 5 năm 2009, Denilson đã quyết định chuyển tới chơi bóng cho câu lạc bộ Xi măng Hải Phòng của Việt Nam. Ngày 2 tháng 6 năm 2009, anh có buổi ra mắt câu lạc bộ tại sân vận động Lạch Tray tuy nhiên đã không ra sân trong 2 trận đấu vì chấn thương chưa khỏi. Tuy nhiên, sau trận thi đấu chính thức đầu tiên tại V-League và ghi được 1 bàn ngay từ phút thứ 2 trong trận đấu Xi măng Hải Phòng gặp Hoàng Anh Gia Lai ngày 21 tháng 6, Denílson đã chủ động đề nghị thanh lý hợp đồng với lý do không thể thích nghi với V-League và đã được câu lạc bộ chấp nhận và công bố chính thức cho báo giới vào ngày 23 tháng 6 năm 2009.
Tháng 1 năm 2010, Denilson ký hợp đồng 2 năm với câu lạc bộ của Hy Lạp AO Kavala. Tuy vậy chỉ 3 tháng sau đó, anh đã bị Kavala thanh lý hợp đồng dù chưa thi đấu trận nào cho CLB.

### Sự nghiệp quốc tế
Trận đấu ra mắt đội tuyển quốc gia Brasil tháng 11 năm 1996 trong trận đấu với Cameroon. Tới năm 2003, anh đã 68 lần khoác áo đội tuyển vàng xanh, ghi 10 bàn thắng. Sau khi giành ngôi á quân tại World Cup 1998, tới World Cup 2002 tổ chức tại Hàn Quốc và Nhật Bản, anh đã 5 lần được vào sân từ băng ghế dự bị và trở thành nhà vô địch thế giới vào năm đó.

## Danh hiệu
São Paulo
- Copa CONMEBOL: 1994[6]
- Campeonato Paulista: 1998[7]

Betis
- Copa del Rey: 2004–05[8]

Palmeiras
- Campeonato Paulista: 2008[9]

Brazil
- FIFA World Cup: 2002,[10] á quân: 1998[11]
- FIFA Confederations Cup: 1997[12]
- Copa America: 1997[13]
- CONCACAF Gold Cup hạng ba: 1998[14]

## Giải thưởng
- Cầu thủ xuất sắc nhất FIFA Confederations Cup: 1997